# Proleptacis oryzae
Proleptacis oryzae är en stekelart som beskrevs av Rao 1950. Proleptacis oryzae ingår i släktet Proleptacis och familjen gallmyggesteklar. Inga underarter finns listade i Catalogue of Life.